# Campionati mondiali di pugilato dilettanti femminile 2005
I Campionati mondiali di pugilato dilettanti femminile del 2005 si sono svolti, sotto la direzione dell'AIBA, a Podol'sk, in Russia, dal 25 settembre al 21 ottobre. Vi hanno partecipato 152 atlete provenienti da 28 nazioni che sono state suddivise in 13 differenti categorie di peso.

La canadese Mary Spencer (66 kg) è stata premiata come miglior pugile del torneo

## Risultati
| Podolsk 2005 | Podolsk 2005          | Podolsk 2005         | Podolsk 2005            | Podolsk 2005           |
| ------------ | --------------------- | -------------------- | ----------------------- | ---------------------- |
| Peso         |                       |                      |                         |                        |
| 46 kg        | Mary Kom Chungenijang | Jong Ok              | Gretchen Abaniel        | Yelena Sabitova        |
| 48 kg        | Olesya Gladkova       | Ri Yong-Hiang        | Yesica Bopp             | Camelia Negrea         |
| 50 kg        | Simona Galassi        | Ri Hyang-Mi          | Chowdhury Kalpana       | Viktoriya Usachenko    |
| 52 kg        | Sofiya Ochigava       | Sümeyra Kaya         | Viktoriya Rudenko       | Samiha Yassan          |
| 54 kg        | Mihaela Cijevschi     | Dina Burger          | Sarita Devi Laishram    | Pak Kyong-Ok           |
| 57 kg        | Yelena Karpacheva     | Dina Burger          | Sandra Bizier           | Zsuzsana-Beata Szuknai |
| 60 kg        | Tatyana Chalaya       | Gülsüm Tatar         | Kang Kum-Hui            | Martinez Mitchel       |
| 63 kg        | Yuliy Nemtsova        | Cecilia Brækhus      | Kathleen Dunn           | Vinni Busk Skovgaard   |
| 66 kg        | Mary Spencer          | Irina Sineckaja      | Yvonne Bæk Rasmussen    | Oleksandra Kozlan      |
| 70 kg        | Olga Slavinskaya      | Ariane Fortin-Brochu | Chenthittail Aswathimol | Nurcan Çarkçı          |
| 75 kg        | Anna Laurell          | Olga Novikova        | Anita Ducza             | Mariya Yavorskaya      |
| 80 kg        | Galina Ivanova        | Selma Yağcı          | Tyler Lord-Wilder       | Beata Malek            |
| 86 kg        | Maria Kovács          | Şemsi Yaralı         | Jyotsana Kumari         | Mariya Reyngard        |

## Medagliere
| Podolsk 2005 | Podolsk 2005   | Podolsk 2005 | Podolsk 2005 | Podolsk 2005 | Podolsk 2005 | Podolsk 2005 |
| ------------ | -------------- | ------------ | ------------ | ------------ | ------------ | ------------ |
| Pos          | Nazione        |              |              |              | Tot          |              |
| 1            | Russia         | 7            | 1            | 4            | 12           |              |
| 2            | Canada         | 1            | 1            | 2            | 4            |              |
| 3            | India          | 1            | 0            | 4            | 5            |              |
| 4            | Ungheria       | 1            | 0            | 2            | 3            |              |
| 5            | Romania        | 1            | 0            | 1            | 2            |              |
| 6            | Italia         | 1            | 0            | 0            | 1            |              |
| 6            | Svezia         | 1            | 0            | 0            | 1            |              |
| 8            | Corea del Nord | 0            | 4            | 2            | 6            |              |
| 9            | Turchia        | 0            | 4            | 1            | 5            |              |
| 10           | Ucraina        | 0            | 1            | 2            | 3            |              |
| 11           | Norvegia       | 0            | 1            | 0            | 1            |              |
| 11           | Svizzera       | 0            | 1            | 0            | 1            |              |
| 13           | Danimarca      | 0            | 0            | 2            | 2            |              |
| 13           | Filippine      | 0            | 0            | 2            | 2            |              |
| 15           | Argentina      | 0            | 0            | 1            | 1            |              |
| 15           | Egitto         | 0            | 0            | 1            | 1            |              |
| 15           | Polonia        | 0            | 0            | 1            | 1            |              |
| 15           | Stati Uniti    | 0            | 0            | 1            | 1            |              |
|              | Total          | 13           | 13           | 26           | 52           |              |